# Stand der Technik
Stand der Technik ist eine Technikklausel, die in verschiedenen Rechtsgebieten Verwendung findet. Man versteht darunter den bekannten technischen Entwicklungsstand und die darauf basierenden technischen Möglichkeiten zur Erreichung eines bestimmten praktischen Ziels.
Der Stand der Technik, europäisch auch als best available techniques (beste verfügbare Technik – BVT) bezeichnet, steht nach der im Kalkar-Beschluss des Bundesverfassungsgerichts entwickelten Drei-Stufen-Theorie bzw. der österreichischen Rechtspraxis zwischen den bewährten anerkannten Regeln der Technik und dem weiter fortgeschrittenen Stand der Wissenschaft.

## Deutschland
Als Technikstandard umfasst der Stand der Technik:
1. gemäß dem Handbuch der Rechtsförmlichkeit des Bundesjustizministeriums den „Entwicklungsstand fortschrittlicher Verfahren, Einrichtungen und Betriebsweisen, der nach herrschender Auffassung führender Fachleute das Erreichen des gesetzlich vorgegebenen Zieles gesichert erscheinen lässt. Verfahren, Einrichtungen und Betriebsweisen oder vergleichbare Verfahren, Einrichtungen und Betriebsweisen müssen sich in der Praxis bewährt haben oder sollten – wenn dies noch nicht der Fall ist – möglichst im Betrieb mit Erfolg erprobt worden sein.“[4]
2. im Umweltrecht die Anforderungen an praktische Vorrichtungen zum Schutz vor schädlichen Umweltauswirkungen, die eine genehmigungsbedürftige Anlage erfüllen muss bzw. die dem Anlagenbetreiber aufgegeben werden können.

Der Begriff wird in § 3 Abs. 6 BImSchG und nahezu gleichlautend in § 3 Nr. 11 WHG und § 3 Abs. 28 KrWG mit Vorbildwirkung für andere Bereiche gesetzlich definiert und den europarechtlichen Vorgaben angeglichen:

„Stand der Technik ist der Entwicklungsstand fortschrittlicher Verfahren, Einrichtungen oder Betriebsweisen, der die praktische Eignung einer Maßnahme zur Begrenzung von Emissionen in Luft, Wasser und Boden, zur Gewährleistung der Anlagensicherheit, zur Gewährleistung einer umweltverträglichen Abfallentsorgung oder sonst zur Vermeidung oder Verminderung von Auswirkungen auf die Umwelt zur Erreichung eines allgemein hohen Schutzniveaus für die Umwelt insgesamt gesichert erscheinen lässt. Bei der Bestimmung des Standes der Technik sind insbesondere die in der Anlage [der jeweiligen Rechtsnorm] aufgeführten Kriterien zu berücksichtigen.“

Konkretisiert werden diese Bestimmungen in den jeweiligen Gesetzesanlagen, etwa der Anlage zu § 3 Abs. 6 BImSchG, Rechtsverordnungen wie beispielsweise der gem. § 48 BImSchG erlassenen 13. BImschV und normkonkretisierenden Verwaltungsvorschriften wie der TA Luft oder der TA Lärm.
Seit Umsetzung der Industrieemissionsrichtlinie durch Bundesgesetz vom April 2013 sind die von der Europäischen Kommission herausgegebenen BVT-Merkblätter auch in Deutschland verbindlich. So können etwa gem. § 52 Abs. 1 Satz 4 Nr. 2 BImSchG bestehende Anlagen überprüft und gegebenenfalls durch nachträgliche Anordnungen auf den neuesten Stand der Technik gebracht werden (BVT-Schlussfolgerungen).

## Österreich
Viele österreichische Gesetze enthalten eine Legaldefinition des Standes der Technik, darunter §2(8)ASchG, §2(8) AWG, §2(12) B-BSG, §2(7) ChemG, §9b EisenbahnG, §71a(1) GewO, §4(8) GTG, §2(12) HeizKG, §5(27) ÖSG, §1a(10) UMG. Die einzelnen Legaldefinitionen sind dabei inhaltlich weitgehend deckungsgleich und können zu folgender integrierter Fassung zusammengeführt werden:

„Stand der Technik ist der auf den einschlägigen wissenschaftlichen Erkenntnissen beruhende Entwicklungsstand fortschrittlicher technologischer Verfahren, Einrichtungen und/oder (Bau- und) Betriebsweisen (sowie Stoffen, Zubereitungen und Fertigwaren), deren Funktionstüchtigkeit erprobt und erwiesen ist.“

Den meisten Legaldefinitionen des Standes der Technik sind in den Gesetzestexten Ermittlungsanweisungen beigefügt. Auch diese lassen sich auf einen gemeinsamen Nenner bringen:

„Bei der Bestimmung des Standes der Technik sind insbesondere vergleichbare Verfahren, Einrichtungen (Bau-) und Betriebsweisen (Stoffe, Zubereitungen und Fertigwaren) heranzuziehen. Es sind jene Verfahren heranzuziehen, die am wirksamsten (am effizientesten) zur Erreichung eines allgemein hohen Schutzniveaus für (die Gesundheit des Menschen und) die Umwelt insgesamt sind. Bei der Feststellung des Standes der Technik ist die Verhältnismäßigkeit zwischen dem Aufwand bzw den Kosten und dem Nutzen für die jeweils zu schützenden Interessen zu berücksichtigen. Der Grundsatz der Vorsorge und der Vorbeugung im Allgemeinen wie auch im Einzelfall ist zu berücksichtigen.“

Daraus lässt sich folgendes ableiten:
- Der Stand der Technik umfasst nicht nur das Produkt selbst, sondern auch die Verfahren mit denen das Produkt gefertigt wurde.
- Allgemein übliche Verhaltensweisen entsprechen nicht per se dem Stand der Technik.
- Bei der Bestimmung des Standes der Technik ist ein Vergleich zu anderen technischen Verfahren usw. zu ziehen, die einander in Wirkungsweise und Zweck entsprechen.
- Der Entwicklungsstand der Verfahren muss im Sinne der Funktionstüchtigkeit nicht nur praktisch ("erprobt"), sondern auch theoretisch ("erwiesen") nachweisbar sein. Die Technik muss sich in Bezug auf den jeweiligen Einsatzzweck bewährt haben und die Funktionstüchtigkeit beispielhaft durch Patente, wissenschaftlichen Veröffentlichungen oder Machbarkeitsstudien erwiesen sein.
- Verfahren, die sich erst in einem auch weit fortgeschrittenen Entwicklungsstadium befinden, entsprechen nicht dem Stand der Technik.
- Verfahren, die beispielsweise auf Grund der technischen Entwicklung gegenüber anderen Verfahren als weniger fortschrittlich eingestuft werden, entsprechen ebenso weniger dem Stand der Technik.
- Verfahren gelten dann als fortschrittlicher, wenn die damit verfolgten Ziele im konkreten Fall besser erreicht werden können. Dabei ist sowohl die Effizienz des Verfahrens als auch dessen Verhältnismäßigkeit (Aufwand bzw. Kosten im Vergleich zu den verfolgten Zielen) zu berücksichtigen.

Auf den Stand der Technik nehmen wiederum andere Gesetzestexte Bezug. Beispielsweise § 4 GTG Gentechnikgesetz, § 33b WRG Wasserrechtsgesetz, § 9b EisbG Eisenbahngesetz EisbG 1957 idgF, § 18 Abs(5) SigG Signaturgesetz. Die Rechtsprechung des Verwaltungsgerichtshofes erlaubt es, das gewonnene Begriffsverständnis auch zur Konkretisierung von gleichlautenden Technikklauseln in anderen Gesetzen einzusetzen.

## Patentrecht
Im Patentrecht bezeichnet „Stand der Technik“ diejenigen Verfahren oder Vorrichtungen, welche bereits bekannt und in irgendeiner Form veröffentlicht worden sind. Wichtigste Bedingung für die Erteilung eines Patents ist es, dass die Erfindung neu ist, sich also vom Stand der Technik abhebt. Infolgedessen handelt es sich um einen wesentlichen Begriff des Patentwesens. In den Patentschriften wird häufig auf den Stand der Technik Bezug genommen, um dann die Neuerung zu beschreiben.
Das Europäische Patentrecht verankert den Begriff im Europäischen Patentübereinkommen (EPÜ), wo es in Art. 54 Absatz 2 fast wortgleich heißt:

„(2) Den Stand der Technik bildet alles, was vor dem Anmeldetag der europäischen Patentanmeldung der Öffentlichkeit durch schriftliche oder mündliche Beschreibung, durch Benutzung oder in sonstiger Weise zugänglich gemacht worden ist.“

§ 3 Abs. 1 des deutschen Patentgesetzes (PatG) lautet:

„(1) Eine Erfindung gilt als neu, wenn sie nicht zum Stand der Technik gehört. Der Stand der Technik umfaßt alle Kenntnisse, die vor dem für den Zeitrang der Anmeldung maßgeblichen Tag durch schriftliche oder mündliche Beschreibung, durch Benutzung oder in sonstiger Weise der Öffentlichkeit zugänglich gemacht worden sind.“

Im österreichischen Patentgesetz 1970 (PatG) wird der Stand der Technik in § 3 Abs. 1 folgendermaßen definiert:

„Den Stand der Technik bildet alles, was der Öffentlichkeit vor dem Prioritätstag der Anmeldung durch schriftliche oder mündliche Beschreibung, durch Benützung oder in sonstiger Weise zugänglich gemacht worden ist.“

Im Schweizer Patentgesetz (PatG) gibt Art. 7 Abs. 2 Neuheit der Erfindung die Definition:

„Den Stand der Technik bildet alles, was vor dem Anmelde- oder dem Prioritätsdatum der Öffentlichkeit durch schriftlich oder mündliche Beschreibung, durch Benützung oder in sonstiger Weise zugänglich gemacht worden ist.“

## Arbeitsschutz und Produktsicherheit
Bei Maßnahmen zum Arbeitsschutz sind der Stand von Technik, Arbeitsmedizin und Hygiene sowie sonstige gesicherte arbeitswissenschaftliche Erkenntnisse zu berücksichtigen (§ 4 Nr. 3 ArbSchG). Die konkreten Anforderungen an die einzelnen Maßnahmen ergeben sich zum Beispiel aus berufsgenossenschaftlichen Vorschriften.
Zum Schutz vor Gefahren durch überwachungsbedürftige Anlagen enthält § 34 Abs. 1 Nr. 4 ProdSG eine Ermächtigung zum Erlass von Rechtsverordnungen, die bestimmen, dass solche Anlagen dem Stand der Technik genügen müssen. Eine solche Verordnung ist beispielsweise die Aufzugsverordnung.
Die Einhaltung des Standes der Technik eines Smart Meter Gateways wird vermutet, wenn die in der Anlage zum Messstellenbetriebsgesetz (MsbG) aufgeführten Schutzprofile und Technischen Richtlinien des Bundesamtes für Sicherheit in der Informationstechnik eingehalten werden (§ 22 Abs. 2 MsbG).